# Valle Gesso

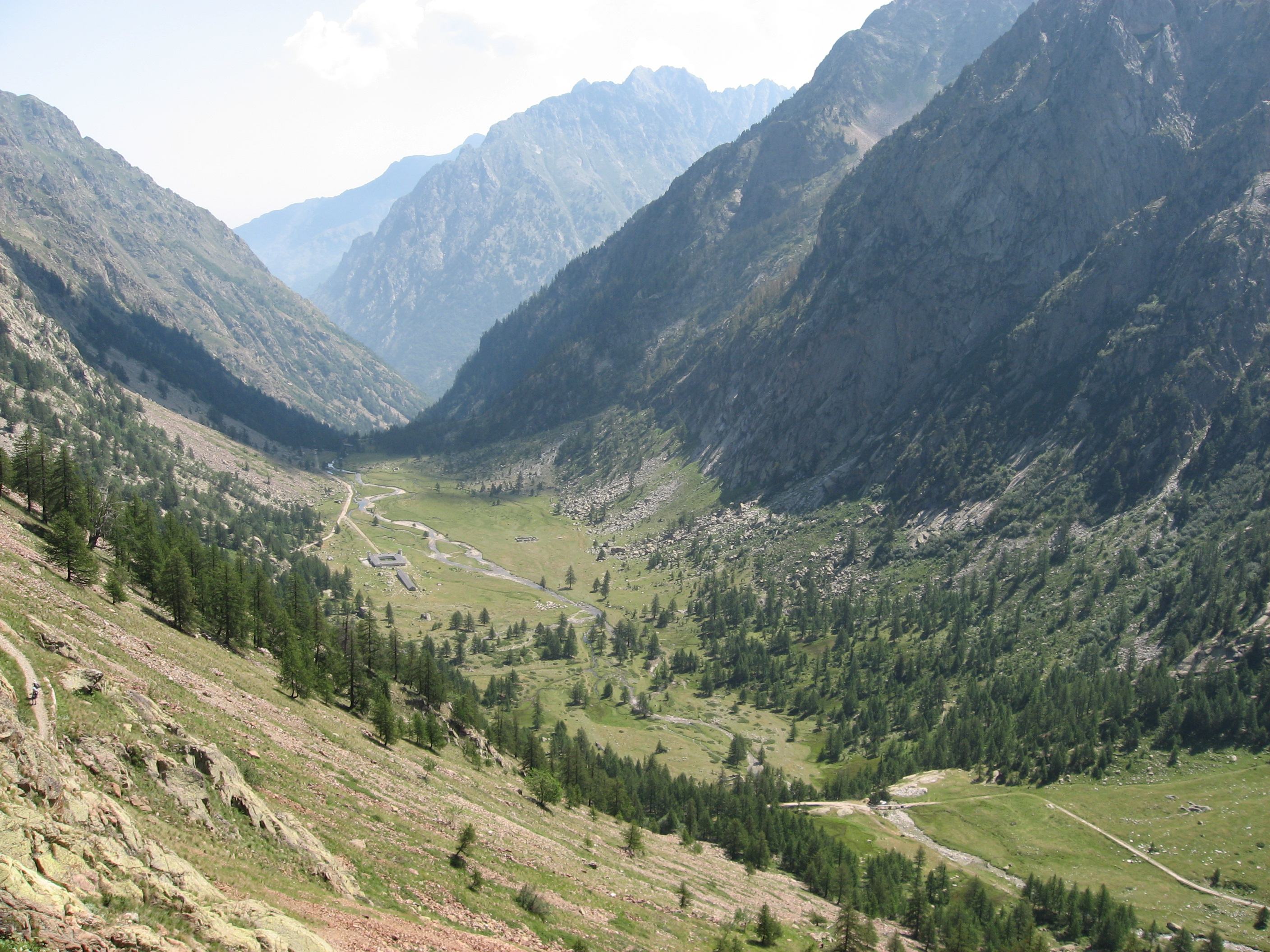
Pian del Valasco w tak samo nazywającej się części doliny

Valle Gesso – dolina w Alpach Nadmorskich, w prowincji Cuneo, we włoskim regionie Piemont.

## Położenie
Terytorium Valle Gesso jest podzielone między gminy Entracque, Roaschia, Valdieri i Roccavione. Najbliższymi doliny są Tinée, Valle Vermenagna i Valle Stura di Demonte. Valle Gesso, w Valdieri zostało podzielone na dwie doliny zwane Valle Gesso di Entracque i Valle Gesso della Valletta. W Valdieri znajduje się najwyższy szczyt Alp Nadmorskich – Monte Argentera, który ma wysokość 3 297 metrów.